# Automotive Lighting
AL - Automotive Lighting a été créée en 1999 à la suite d'une coentreprise entre le groupe  italien Magneti-Marelli - division Éclairage - et l'allemand Robert Bosch GmbH (K2 Lighting division). 
Ce fut l'opportunité de mettre en commun leurs technologies dans le domaine très spécifique de l'éclairage automobile. 
C'est à partir de 2001 que Magneti-Marelli augmenta son emprise dans la coentreprise en passant à 75 % du groupe pour en assumer l'entière propriété en 2003.
La création de la division Magneti Marelli Lighting au sein du groupe Magneti Marelli remonte à 1988 avec le rachat de son compatriote Carello SpA, une des plus anciennes des sociétés d'éclairage automobile.

## Les grandes dates d'Automotive Lighting
- 1912 : Carello présente un des premiers phares électriques européens,
- 1913 : Bosch-Lighting - présente un des premiers systèmes complets du phare, batterie et alternateur,
- 1930 : Bosch fabrique ses premières ampoules pour anti-brouillards, feux arrière et de stop,
- 1931 : Magneti-Marelli commence à produire l'éclairage pour les trains,
- 1957 : Bosch réunit dans une même unité un phare à faisceau bas et haut et un clignotant. Carello présente le premier réflecteur asymétrique,
- 1962 : Carello présente une des premières applications des ampoules halogènes,
- 1964 : Carello présente une des premières ampoules de brouillard halogènes,
- 1967 : Carello produit le JOD 170, un phare avec double ampoule,
- 1972 : Bosch présente un phare double avec ampoule H4,
- 1981 : Les premiers systèmes PES au monde sont présentés,
- 1987 : Magneti-Marelli fonde Lighting Group,
- 1988 : Magneti Marelli rachète son principal concurrent italien Carello SpA,
- 1991 : Bosch présente le premier système au xénon,
- 1997 : Magneti Marelli présente le premier système de feux arrière à LED pour Maserati,
- 1999 : la coentreprise AL - Automotive Lighting est créée entre Bosch (K2) et Magneti Marelli, à 50-50 %,
- 2001 : le groupe Seima, fabricant de feux arrière, est repris par Magneti-Marelli. Le groupe Seima SpA comprend les sociétés Axo, Yorka et Seima Italiana. À la suite de ce rachat, la répartition des parts dans la J.V. change : Magneti Marelli 75 % et Bosch 25 %,
- 2003 : A.L. présente le premier phare dynamique en courbe sur la BMW 3 cabrio. A.L. commercialise un des premiers feux arrière à LED au monde (Peugeot 307 CC). Magneti-Marelli rachète toutes les parts de Bosch dans la coentreprise Automotive Lighting,
- 2004 : A.L. devient une société filiale de Magneti-Marelli,
- 2005 : Magneti Marelli acquiert Mako, un fabricant turc d'éclairage pour voitures. Automotive Lighting lance la construction d'une nouvelle usine en Chine.

## Les différentes implantations dans le monde

### Amérique du Nord
- Juarez (MEX)
- Querétaro (MEX)
- Detroit (USA)

### Amérique du Sud
- Contagem (BR)

### Europe
- Jihlava (CZ)
- Brotterode (D)
- Reutlingen (D)
- Barcelona (ESP)
- Trappes (78), Bureau d'études et direction commerciale France (FR)
- St. Julien du Sault (89), production feux arrière (FR)
- Tolmezzo (ITA)
- Venaria (ITA)
- Sosnowiec (PL)
- Ryazan (RUSSIA)
- Bursa (TR)

### Asie
- Wuhu (CHN)
- Shanghai (CHN)
- Yokohama (JP)
- Penang (MY)

## Données financières
Chiffre d'affaires 2006 : 1 400 M€
- Répartition du chiffre d'affaires :
  - Production phares avant : 17,5 M€
  - Production feux arrière : 17,4 M€
  - Autres (Électronique, Pneumatique, Hydraulique, Contrôle) : 17,0 M€

- Effectifs production : 10 900 salariés
- Effectifs R&D : 585 ingénieurs